# Техарје
Техарје (словен. Teharje) је насељено мјесто у општини Цеље, Савињска регија, Словенија.

## Историја
До територијалне реорганизације у Словенији било је у саставу старе општине Цеље.

## Становништво
У попису становништва из 2011. године, Техарје је имало 287 становника.
| Број становника према пописима | Број становника према пописима | Број становника према пописима |
| ------------------------------ | ------------------------------ | ------------------------------ |
| 1991                           | 2002                           | 2011                           |
| 262                            | 256                            | 287                            |

## Галерија
- унутрашњост цркве
- Млинарјев Јанез
- римокатоличка црква "Света Ана"
- спомен-плоча жртвама комунизма
- плоча у Спомен парку „Техарје“, на месту некадашњег ратног логора